# 双河街道 (重庆市)
双河街道，是中华人民共和国重庆市荣昌区下辖的一个乡镇级行政单位。

## 行政区划
双河街道下辖以下地区：
沿河社区、罗角湾社区、长山岭社区、新建社区、梅华园社区、河坝社区、益民社区、梅石坝鱼苗产业社区、大石堡矿产工业社区、岚峰竹笋产业社区、许家沟社区、金佛社区、白玉社区、排山坳社区和高丰村。